# Kaike Gabriel
Kaike Gabriel (Macapá, 8 de febrero de 2006) es un influenciador brasileño.

## Vida personal
Nacido en Macapá, Kaike Gabriel y su pareja, el actor y periodista Arlyson Gomes, fueron víctimas de ataques homofóbicos en septiembre de 2023. El incidente generó apoyo de la comunidad LGBTQIAPN+ y de figuras públicas.

## Carrera
Kaike inició su carrera como influencer y creador de contenido a los 17 años, destacándose con sus videos de entretenimiento en Instagram, que frecuentemente alcanzan más de 1 millón de visualizaciones.